# ボディ (カリフォルニア州)

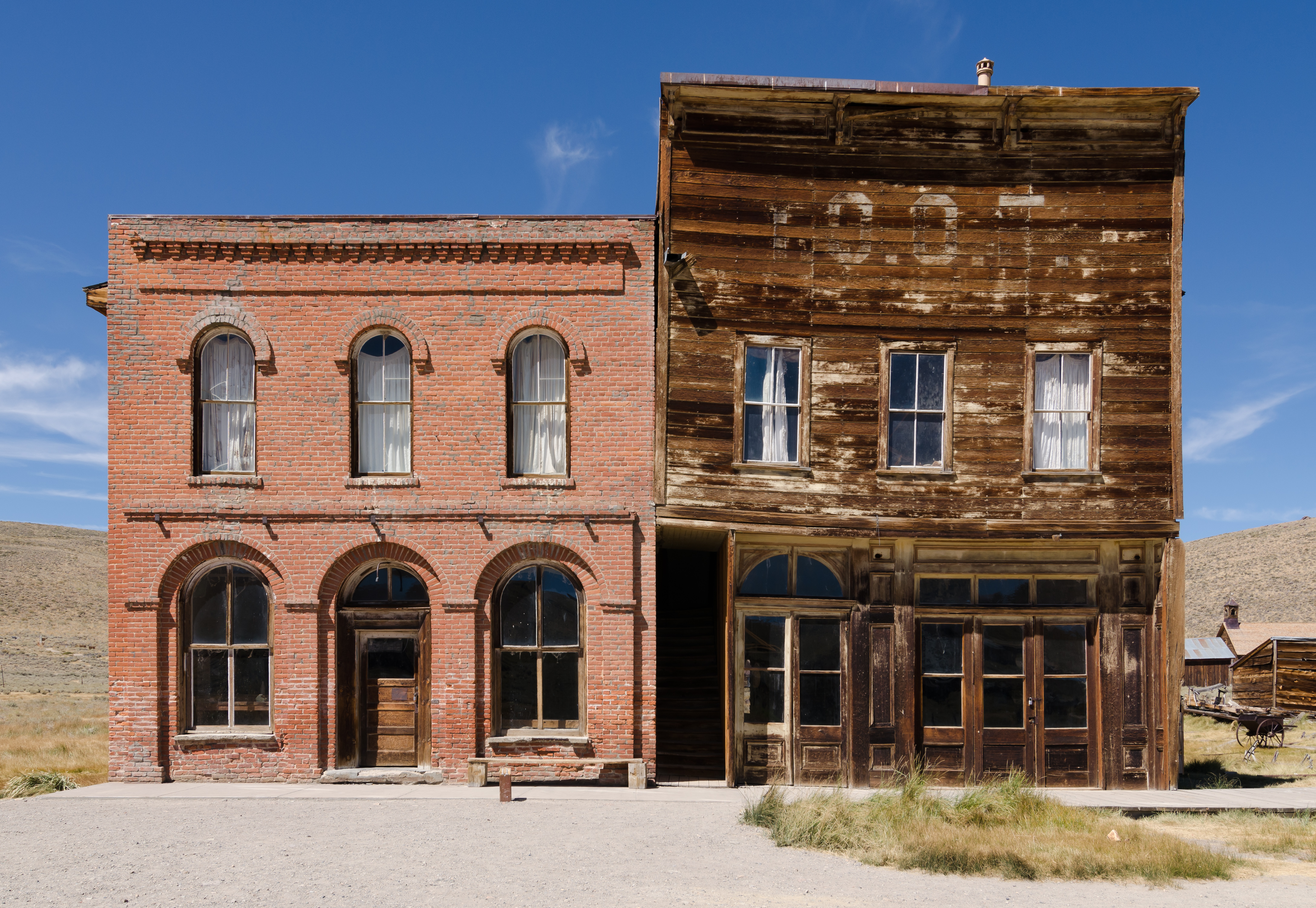
ボディのデシャンボー・ホテルとI.O.O.F.ホール

ボディ（Bodie）は、アメリカ合衆国カリフォルニア州東部、シエラネバダ山脈の東麓にかつて位置していた都市。保養地として知られるタホ湖の南約120kmに位置する。標高は2,550mである。 
19世紀後半のゴールドラッシュで栄え、全盛期には10,000人近い人口を抱えた。しかし20世紀に入ると金が掘り尽くされ、また大火の影響もあって町は急速に衰え、やがて人の住まないゴーストタウンと化した。現在では、ボディは国定歴史建造物、および州立歴史公園に指定されている。

## 歴史

### 金鉱の発見

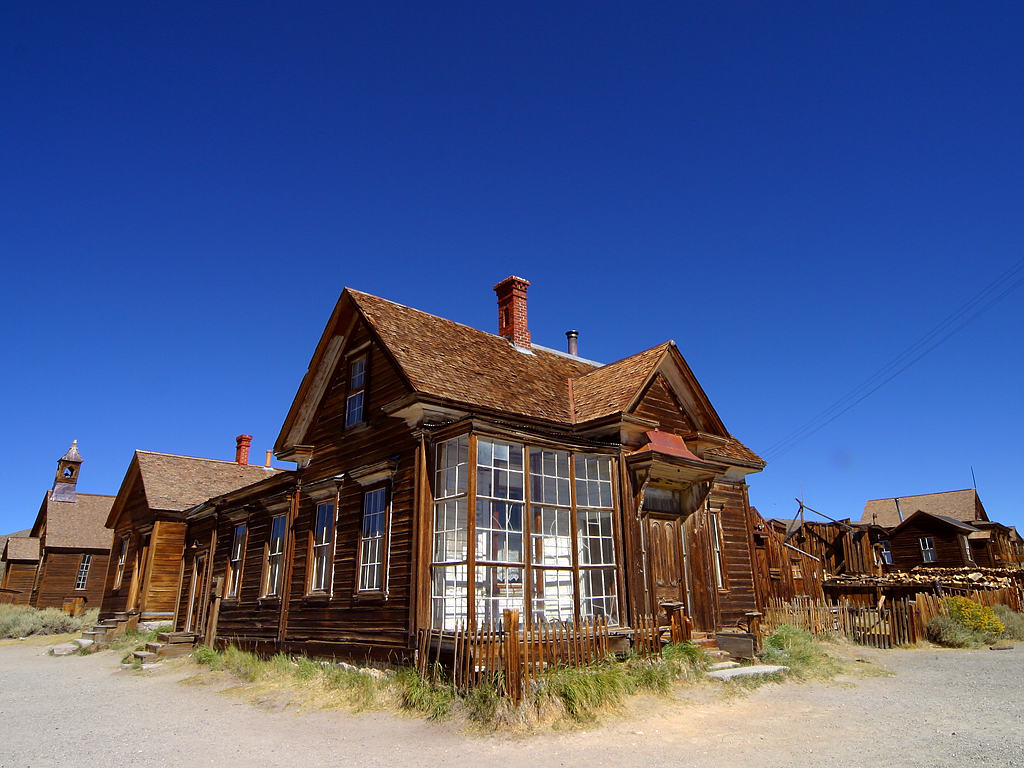
ボディに現存する建物

1859年、この地でW・S・ボディ（W. S. Bodey、Bodyとも綴る）によって金の鉱脈が発見された。ボディという地名はこのW・S・ボディにちなんでいる。同年11月、ボディはモノビル（Monoville）に物資調達のための旅の後、ブリザードによって死亡した。
その後しばらくの間ボディは何人かの探鉱者と鉱山会社の社員たちが住む小規模な鉱山キャンプに過ぎなかった。しかし1876年、スタンダード社（Standard Company）が商業量に達する金の埋蔵量のある鉱脈を発見すると、ボディは急速に鉱山町として発展し始めた。さらに翌々年の1878年にもボディの近くで豊富な埋蔵量を有する鉱脈が見つかった。1880年頃には、ボディの人口は10,000人近くに達した。
ゴールドラッシュに沸いたボディの町は、他の多くの辺境の町同様、無法地帯としても知られていた。全盛期にはボディには60軒のバーが建ち並んだ。殺人、バーでの暴動、馬車のハイジャックなどは日常茶飯事であった。
ボディにまつわる逸話もあった。一家でボディに引っ越すことになったとき、ある夜にある少女がGoodbye God, we are going to Bodie.（さようなら、神様。私たちはボディに行きます）と祈ったという。しかし地元の記者はこれに関して、少女はGood. By God we are going to Bodie.（すばらしいわ。神様の思し召しで、私たちはボディに行くの）と祈ったのだと主張した。
ボディで採れた金は、ネバダ州の州都であり、金の集積地であったカーソンシティに送られた。ボディからカーソンシティへ金を運ぶ道中、大抵は武装した護衛がついていた。カーソンシティに着いた金は列車に積まれ、サンフランシスコの造幣局に送られていった。

### 初の電力
ボディには電力も通っていた。1893年、スタンダード社はボディから約20km離れたグリーン川（Green Creek）に水力発電所を建設した。この水力発電所はブリッジポートの上流にあり、最大130馬力、6,600ボルトの電力を発電することができた。この発電所で生み出された電力は同社の工場の機械の動力として使われた。これらの電力施設は、初めて長距離の送電を行なった例のひとつとして挙げられている。

### 町の特徴

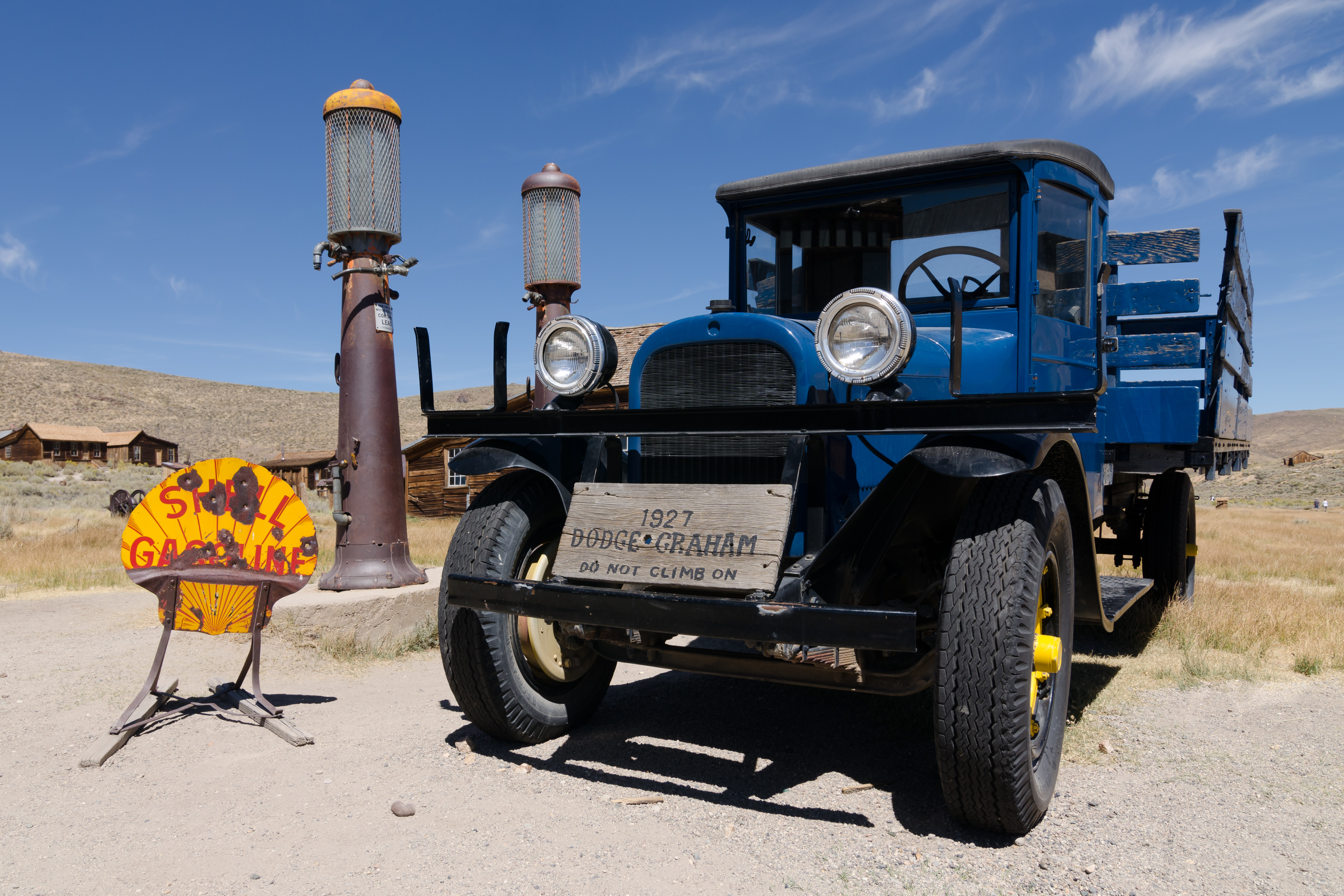
ガソリンスタンドに駐車した1927年ダッジ・グレアム

ボディにはチャイナタウンもあり、数百人規模の中国人が住んでいた。中には道教の信奉者もいた。中国人たちは野菜や薪の販売、洗濯サービス、切断加工、運搬などで生活の糧を得ていた。
ボディの外郭には墓地があった。墓地の近くに建っていた死体仮置き場は、ボディの町で唯一、レンガで造られた建物であった。これは夏の暑さで死体が腐乱し、悪臭を放つことを防ぐためであったと考えられている。
当時の辺境の鉱山町の多くがそうであったように、ボディにも町の北外れに赤線地帯があった。ボディに伝染病が流行したときに町にやってきた売春婦ローザ・メイ（Rosa May）は、フローレンス・ナイチンゲールさながらの献身的な看護でボディの多くの町民の命を救った。しかし売春婦であったがために、死後町の墓地に葬られることは拒まれた。
町の中心には鉱夫たちの労働組合の本部があった。労働組合の本部の建物は町民たちの集いの場であった。現在では、この建物は町の歴史を今に伝える、ある種の「博物館」のようなものになっている。

### 今日のボディ

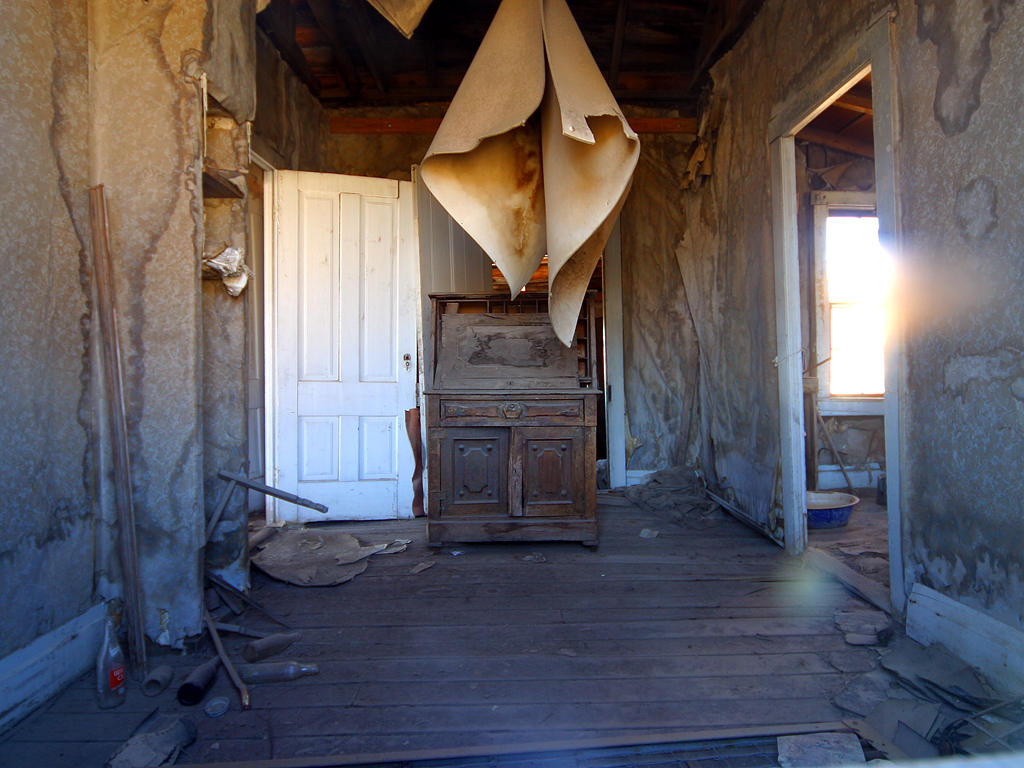
ボディに残る民家跡の内部

19世紀後半には栄華を極めたボディであったが、20世紀に入ると金が掘り尽くされ、それに伴って町は急速に衰えていった。特に1932年に町の中心部が大火に見まわれてからは、ボディの衰退はさらに加速していった。20世紀後半に至るまで細々と人が住んではいたものの、ボディから人は離れ続け、やがては人の住まないゴーストタウンと化していった。
1961年には、ボディは国の史跡に指定された。翌1962年には、ボディは州立歴史公園に指定された。州立公園のレンジャーの事務所は、かつてのグリーン通り（Green Street）沿いに残っている民家のひとつを再利用しているものである。今日では、ボディの町の一部が残っているのみである。訪問者はかつて10,000人の人口を抱えた町の跡地を歩き回ることができる。残っている民家跡の内装や家具は住民が離れたときのまま残っている。ボディは1年中開いているが、冬季は大雪で道が閉ざされるため、夏季が観光シーズンとなっている。

## 気候
ボディは砂漠地帯にあり、標高が非常に高い上、吹きさらしの高台の上に位置している。したがって気温の年較差・日較差がともに大きい。夏の日中は極めて暑いが、夜の冷え込みが厳しい。一方、冬は氷点下15度を下回ることもある。また風も強く、毎秒45mに達する風が吹き荒れることもある。19世紀当時の住民がこのような厳しい気候の中で生きるためには、薪を多めに用意しておくことが必要であった。今日周辺に木が少ない要因のひとつはそのことであったと考えられている。1878-79年の冬には特に寒さが厳しく、十分な用意をしなかった多くの住民が寒さのために死んだ。